# Vierrademühle

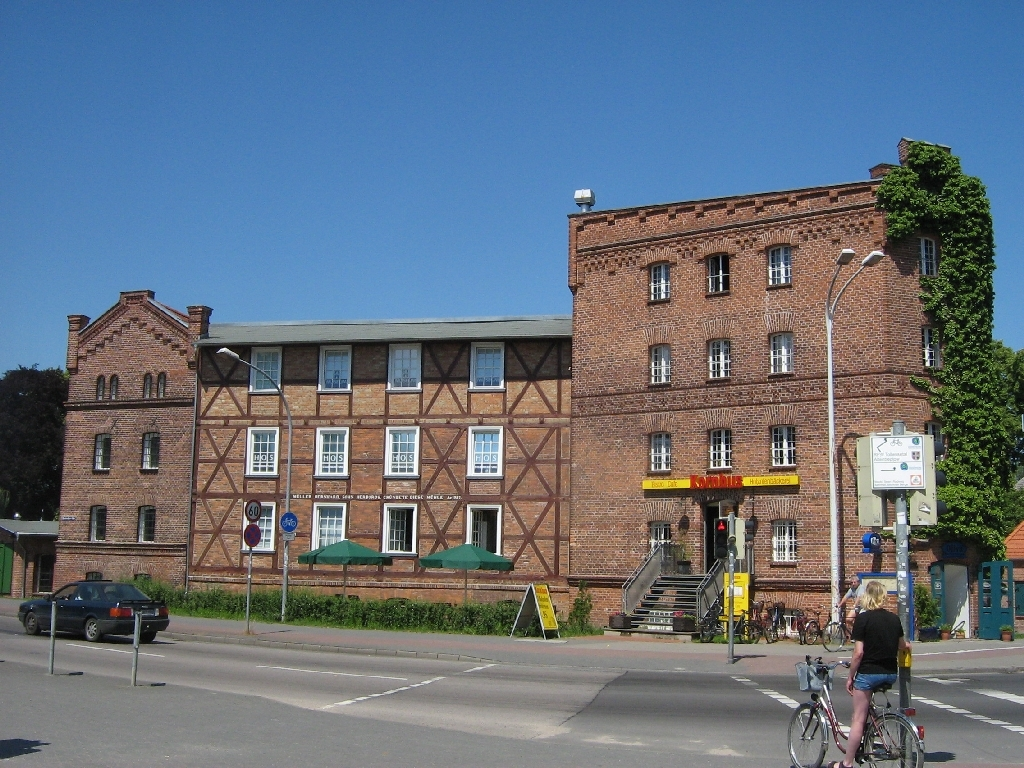
Vierrademühle

Die Vierrademühle ist eine ehemalige Mühle in Neubrandenburg, Jahnstraße 3/3a am Treptower Tor in Mecklenburg-Vorpommern. Der Gebäudekomplex am Standort der ältesten Mühle der Stadt beherbergt heute gastronomische und kulturelle Einrichtungen.
Die Gebäude stehen unter Denkmalschutz.

## Geschichte
1271 wurde die Mühle erstmals urkundlich erwähnt. Bauherr war Bernhard von Raven, ein Sohn des Stadtgründers Herbord von Raven. Für die Wassermühle wurde der natürliche Abfluss des Tollensesees verschlossen und der See dadurch um etwa 80 cm aufgestaut. Der Oberbach wurde als 860 Meter langer Kanal angelegt und trieb vier unterschlächtige Wasserräder an. Von diesen vier Rädern leitet sich der Name Vierrademühle ab.
In den folgenden Jahrhunderten wechselte die Mühle mehrmals den Besitzer. 1360 übernahm der neue Stadtschulze Hermann von Aschen die Mühle von der Familie von Raven. Anschließend gelangte sie in den Besitz des Herzogs Heinrich IV. von Mecklenburg, der sie am 22. September 1433 an das Kloster Broda abtrat.
Um 1600 ging sie schließlich ins Eigentum der Stadt Neubrandenburg über und wurde von dieser verpachtet.
Während des Dreißigjährigen Krieges gaben die Pächter die Mühle auf. Während der Belagerung und Eroberung Neubrandenburgs durch die Truppen Tillys wurde die außerhalb der Stadtmauern gelegene Mühle wegen der in ihr lagernden Getreidevorräte stark umkämpft und zerstört. Als Neubrandenburg 1664 in Konkurs ging, kam die Mühle in den Besitz des Amtes Stargard. Mehrfach brannte die Mühle im 17. Jahrhundert ab, wurde aber wegen ihrer Bedeutung immer wieder aufgebaut. Dabei wurden zwischen 1682 und 1684 die vier unterschlächtigen durch zwei oberschlächtige Wasserräder ersetzt. 1705 erwarb die Familie Moncke die Vierrademühle. Im 18. Jahrhundert entwickelte sich die Mühle zu einem der größten Mühlenwerke Mecklenburgs.
1915 wurde die Mühle auf Turbinenbetrieb umgestellt. Ab 1925 wurde sie elektrisch betrieben. Der Besitzer Georg Moncke wurde 1953 enteignet und die Vierrademühle zu einem Volkseigenen Betrieb. Nach der Wende wurde sie privatisiert und erhielt den Namen Nordland Mühlenwerke GmbH. Georg Moncke konnte 1993 die Mühle wieder erwerben. Bis 1998 wurde in ihr Roggen und Weizen gemahlen, dann endete der Mühlenbetrieb.
2001 erwarb Klaus-Detlef Schnoor das Mühlengrundstück und ließ die historischen Gebäude grundlegend umbauen. Unter Beachtung des Denkmalschutzes wurden in den Gebäuden Wohnungen, Geschäfts- und Büroräume sowie gastronomische und kulturelle Einrichtungen untergebracht. So befindet sich seit Frühjahr 2004 im Obergeschoss die Dauerausstellung Neubrandenburger Stadtgeschichte(n) des Regionalmuseums.

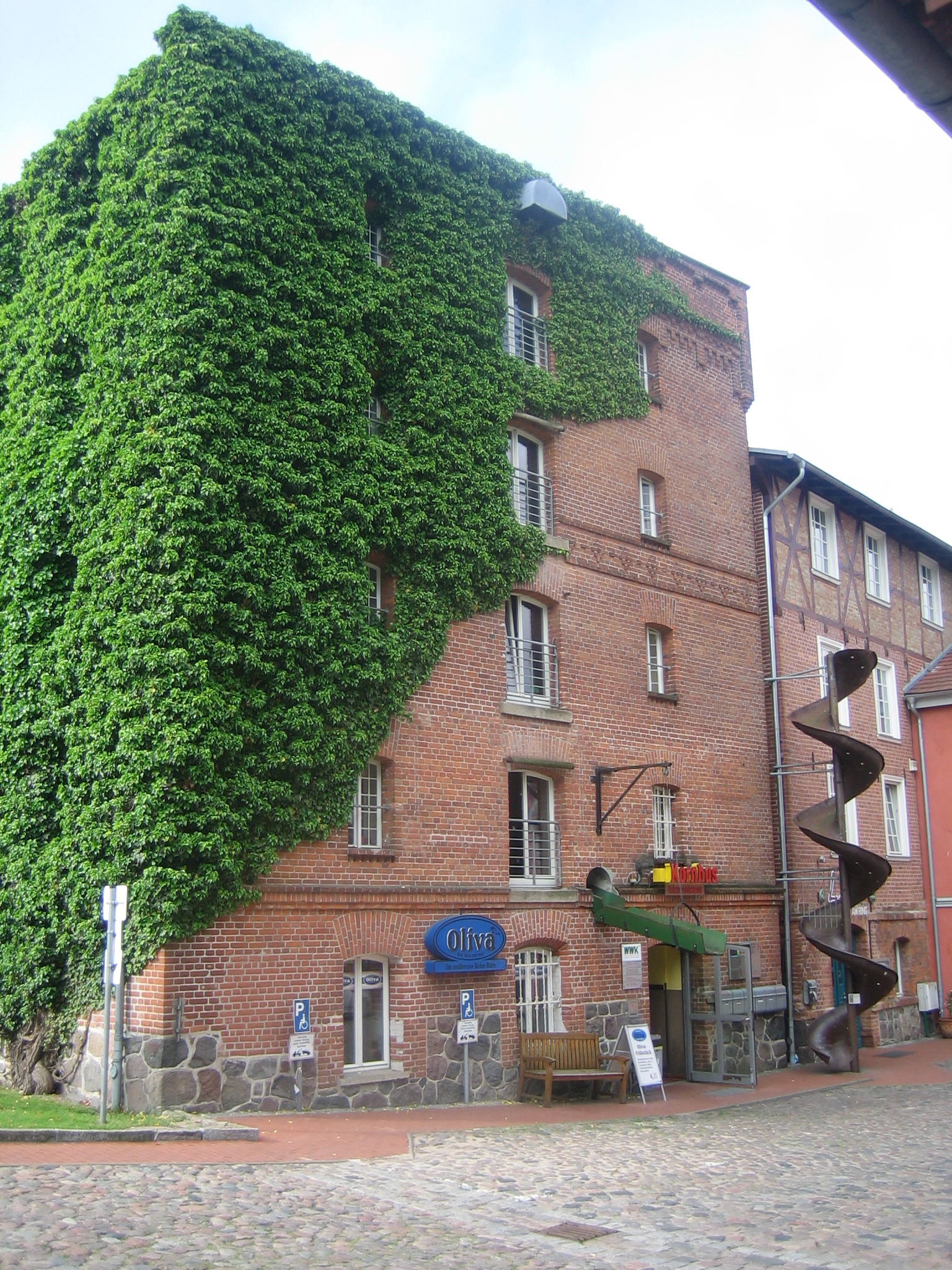
Haus 1–3, ehem. Produktionsgebäude mit Maschinenhaus
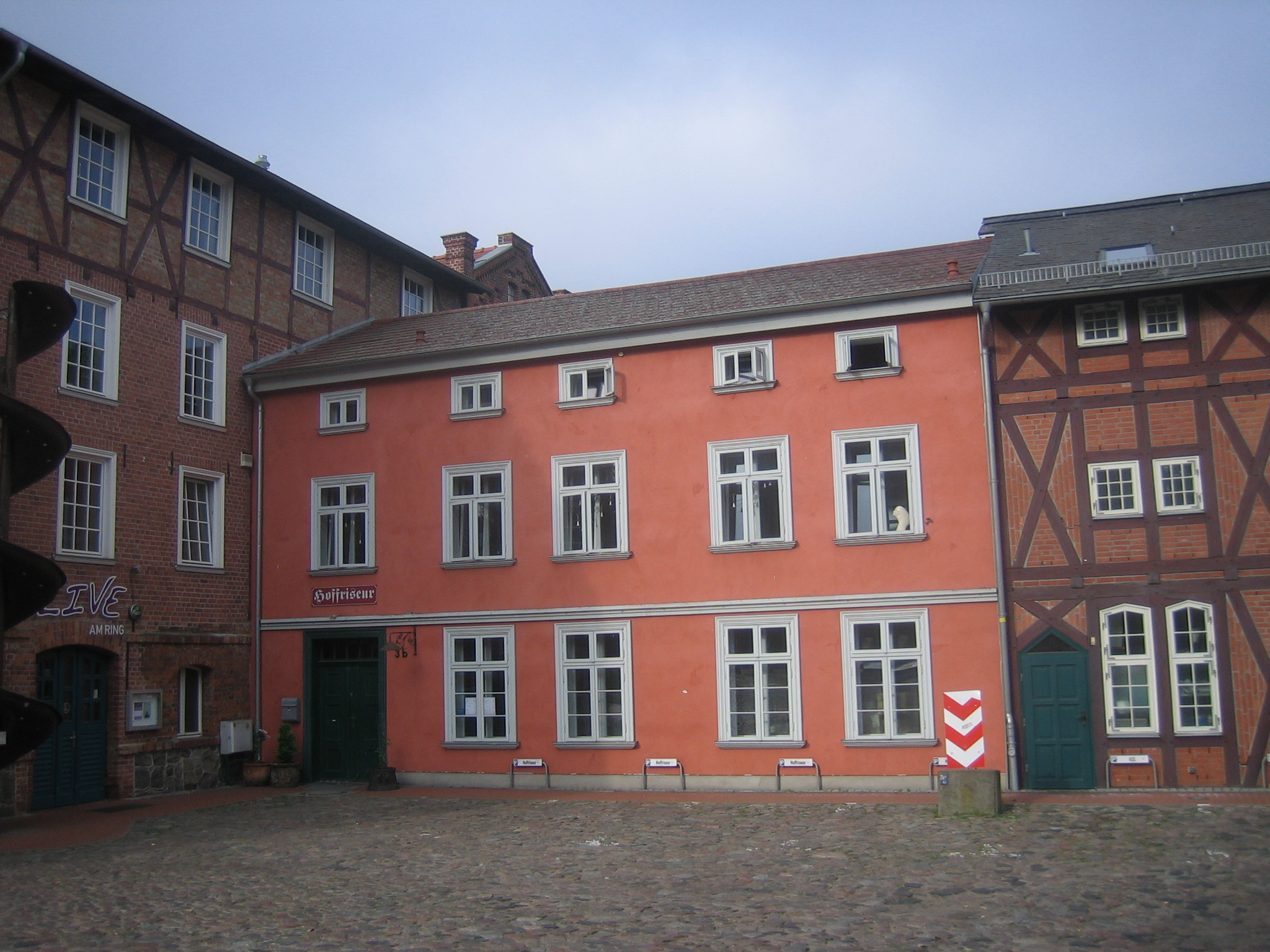
Haus 4, ehem. Wohnhaus
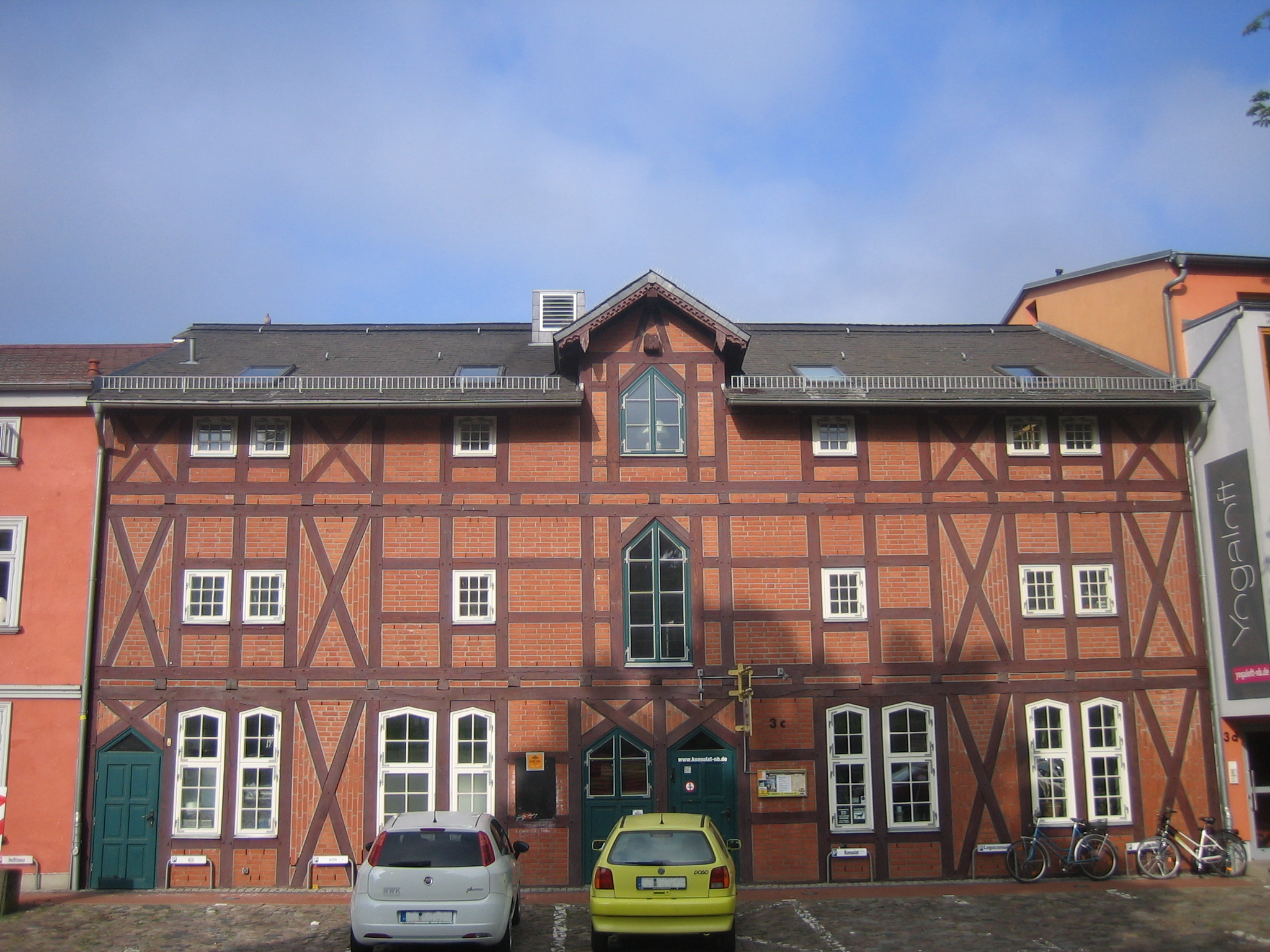
Haus 5, ehem. Fachwerkspeicher
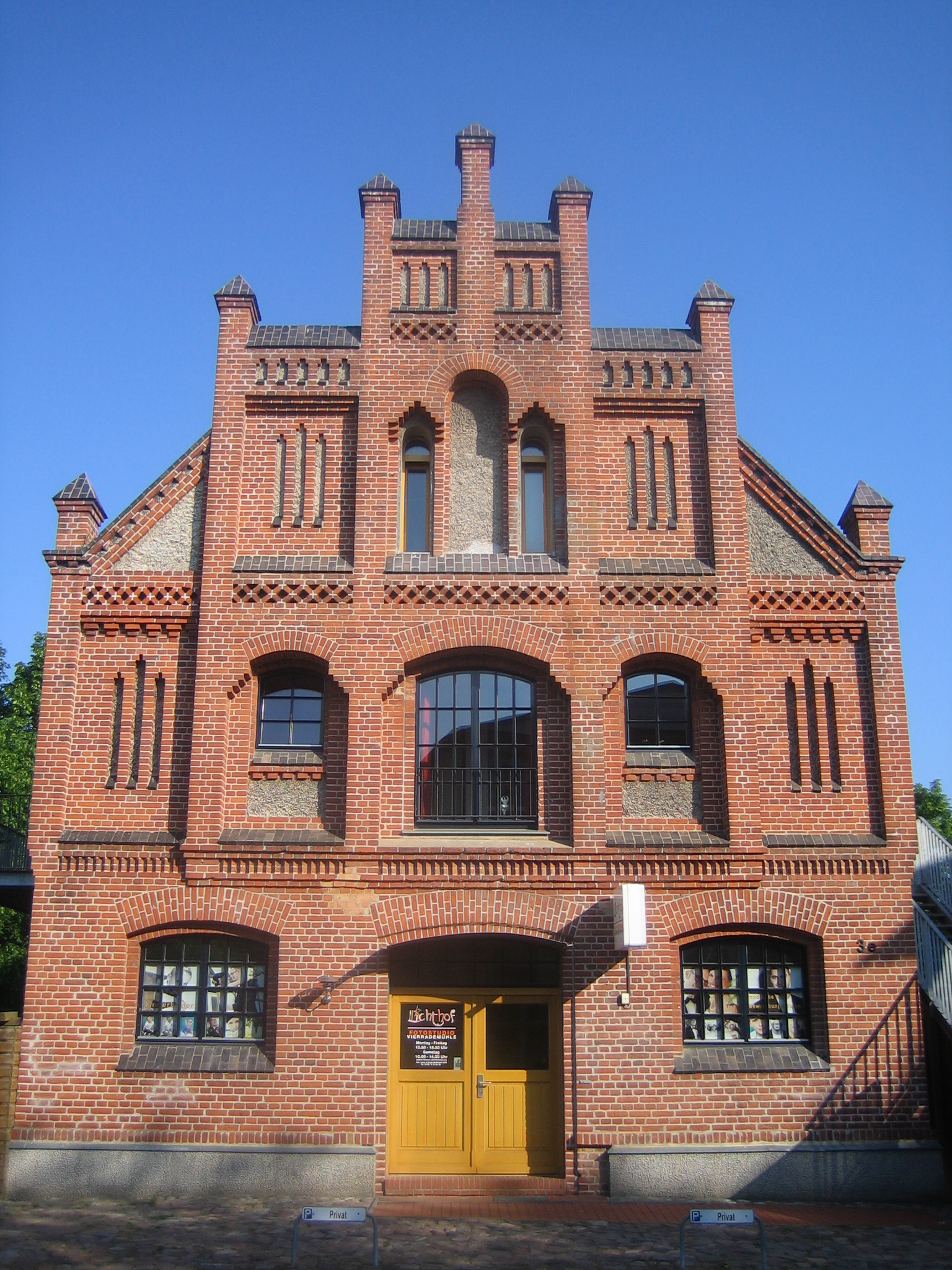
Haus 7, ehem. Pferdestall